# Freimut Duve
 (février 2022).
Si vous disposez d'ouvrages ou d'articles de référence ou si vous connaissez des sites web de qualité traitant du thème abordé ici, merci de compléter l'article en donnant les références utiles à sa vérifiabilité et en les liant à la section « Notes et références ».
Freimut Duve était un journaliste, écrivain, homme politique et militant des droits de l'homme allemand. De 1980 à 1998, il a été membre du Bundestag pour le parti social-démocrate d'Allemagne (SPD). Il a été le premier représentant de l'OSCE pour la liberté des médias de 1998 à 2003. Freimut Duve était également une personnalité connue de la scène littéraire allemande.

## Famille
Freimut Duve était le fils de Hildegard Duve et du journaliste Bruno Herzl. Son père (mort avant 1945) était issu de la famille juive Herzl établie à Osijek et était un petit-neveu de Theodor Herzl, le fondateur du sionisme politique. Après la fin de la Seconde Guerre mondiale, sa mère et lui apprirent que la famille paternelle avait été tuée à Osijek par les Oustachis.
Le grand-père maternel de Duve avait été commerçant à Altona. Sa grand-mère maternelle était issue de la riche famille d'agriculteurs Mildenstein, établie à Lemkendorf (Fehmarn), qui, après avoir vendu leurs propriétés agricoles, s'étaient installés à Lübeck. La mère de Duve fut l'une des premières femmes en Allemagne à réussir l'examen de conseiller fiscal.
Duve était mariée à la journaliste Karin Weber-Duve et avait trois filles, dont la journaliste et écrivaine Tamara Dietl (de), issue de l'union de Duve avec l'enseignante Gulnar Abdel Magid.

## Biographie
Freimut Duve a grandi à Hambourg, où il a également vécu les attaques aériennes de l'opération Gomorrhe en 1943. De 1946 à 1951, il a fréquenté l'école Rudolf Steiner (école Waldorf) à Hambourg-Wandsbek. Ensuite, il se rendit d'abord au château de Hamborn (de), puis en 1954 dans une école Waldorf à Stuttgart, où il put passer son Abitur. Comme Freimut Duve voulait à l'origine devenir acteur, il fut pendant une courte période assistant metteur en scène au Theater im Zimmer (de) à Hambourg. Finalement, il étudia l'histoire, la philologie anglaise et la sociologie à l'université de Hambourg. Pour étudier l'histoire coloniale britannique, il a effectué en 1961 un séjour de recherche en Afrique du Sud et en Rhodésie. Par ailleurs, il acquit de l'expérience en tant que journaliste pendant ses études.
Au début des années 1960, Duve était chargé des étudiants étrangers à l'université de Hambourg. À partir de 1965 environ, il s'occupa de ceux que l'on appelait alors les "travailleurs invités" (de) et il commença à donner, avec son épouse de l'époque, des cours de langue aux étrangers, qu'il a appelés "Deutsch für Ausländer".
De 1966 à 1969, Freimut Duve fut employé comme conseiller personnel du sénateur économique de Hambourg (de), Helmuth Kern (de). Il a ensuite été journaliste à Stern jusqu'en 1970, il travailla jusqu'en 1989 comme lecteur aux éditions Rowohlt. Il y a été l'éditeur de la série de livres rororo aktuell et, à l'automne 1974, le fondateur du magazine Technologie und Politik. Les thèmes abordés comprenaient notamment la croissance économique, le progrès technique, les multinationales, la politique énergétique et la politique de développement. Ulrich Albrecht (de), André Gorz, Ivan Illich, Joachim Israel (de) et Jochen Steffen (de) faisaient partie du comité consultatif du magazine. De 1990 à 1992, il prit en charge la publication de la série d'essais Luchterhand Essay. Freimut Duve était membre du Centre PEN Allemagne (de). Il est décédé en mars 2020 à l'âge de 83 ans des suites d'une longue maladie.

## Politique
En 1966, Freimut Duve adhèra au Parti social-démocrate d'Allemagne (SPD). Lors de la campagne électorale pour les élections régionales de 1971, il soutint le candidat Jochen Steffen (de) - avec Siegfried Lenz et Günter Grass dans le cadre de l'initiative électorale du Schleswig-Holstein. Freimut Duve fit partie du comité directeur du SPD de Hambourg de 1974 à 1989.
En 1979, Duve se présenta au sein du parti contre l'expert social Eugen Glombig (de) pour une place sur la liste des élections au Bundestag et gagna avec une voix d'avance. De 1980 à 1998, il est resté membre du Bundestag allemand (de) (MdB) pour le SPD. En 1998, lors de la nomination pour son mandat direct au SPD de Hambourg, Duve a été battu par Johannes Kahrs (de), qui représentait jusqu'alors l'assemblée de district : les partisans de ce dernier au sein du SPD reprochèrent à Freimut Duve de ne pas être proche de la base en raison de son important engagement international et professionnel. Il n'aurait "pas reconnu les présidents des sections locales" lors des manifestations du parti.
De 1998 à décembre 2003, Duve fut le premier représentant de l'OSCE pour la liberté des médias de l'OSCE, basé à Vienne. Il a été remplacé à ce poste par le Hongrois Miklós Haraszti en mars 2004.

## Galerie

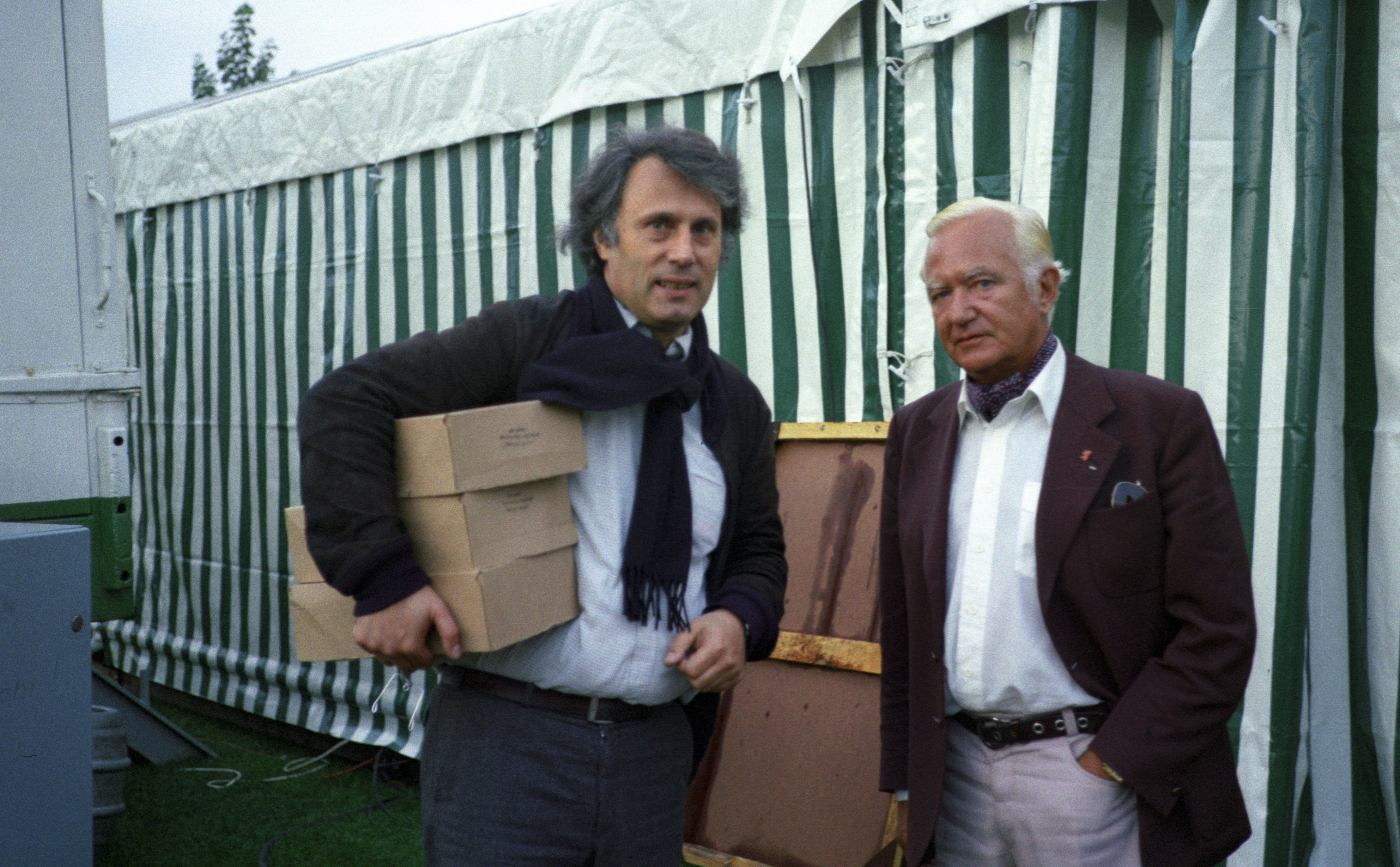
Avec Rolf Meinecke (de)
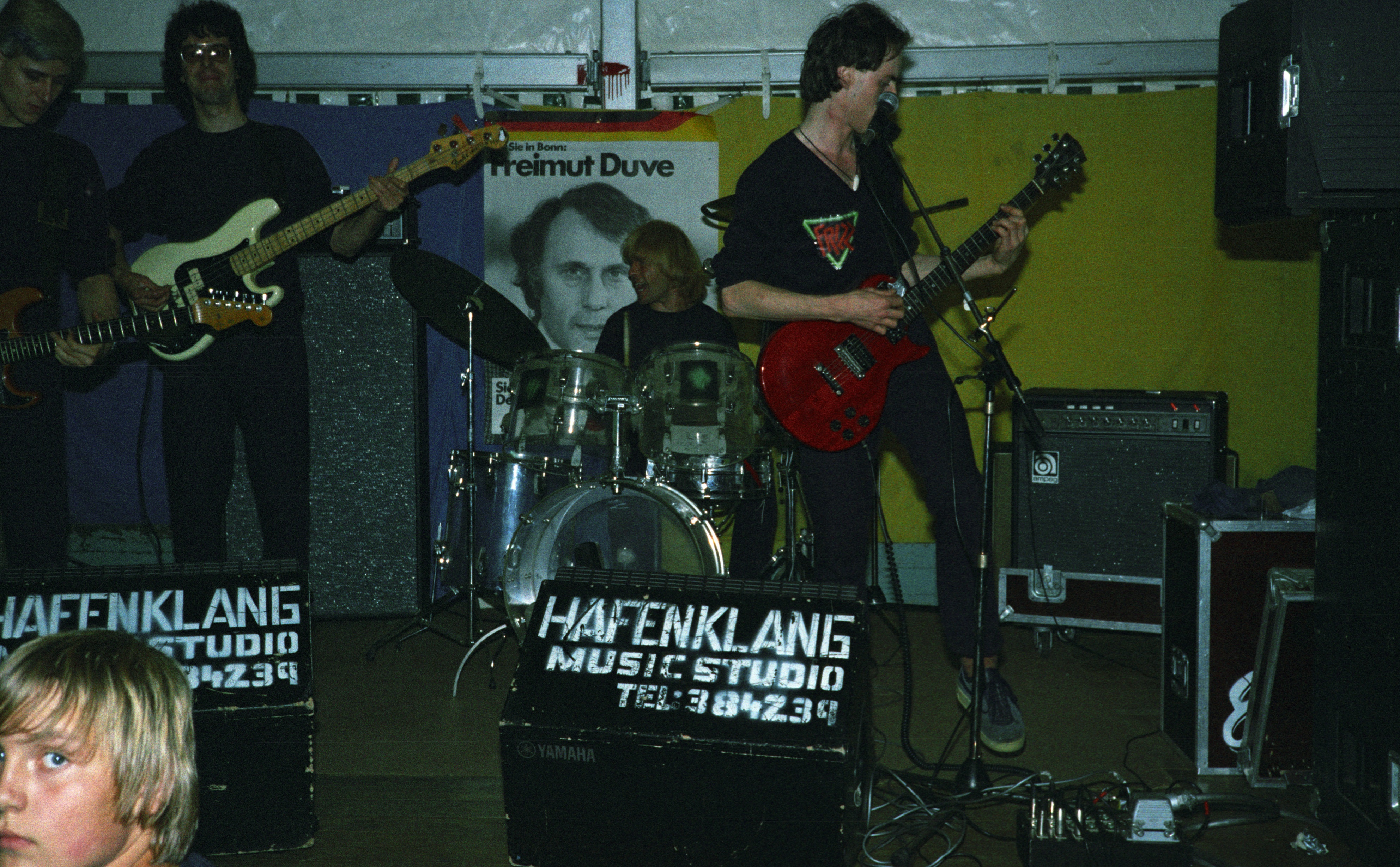
Le groupe Hafenklang pendant la campagne électorale de Freimut Duve
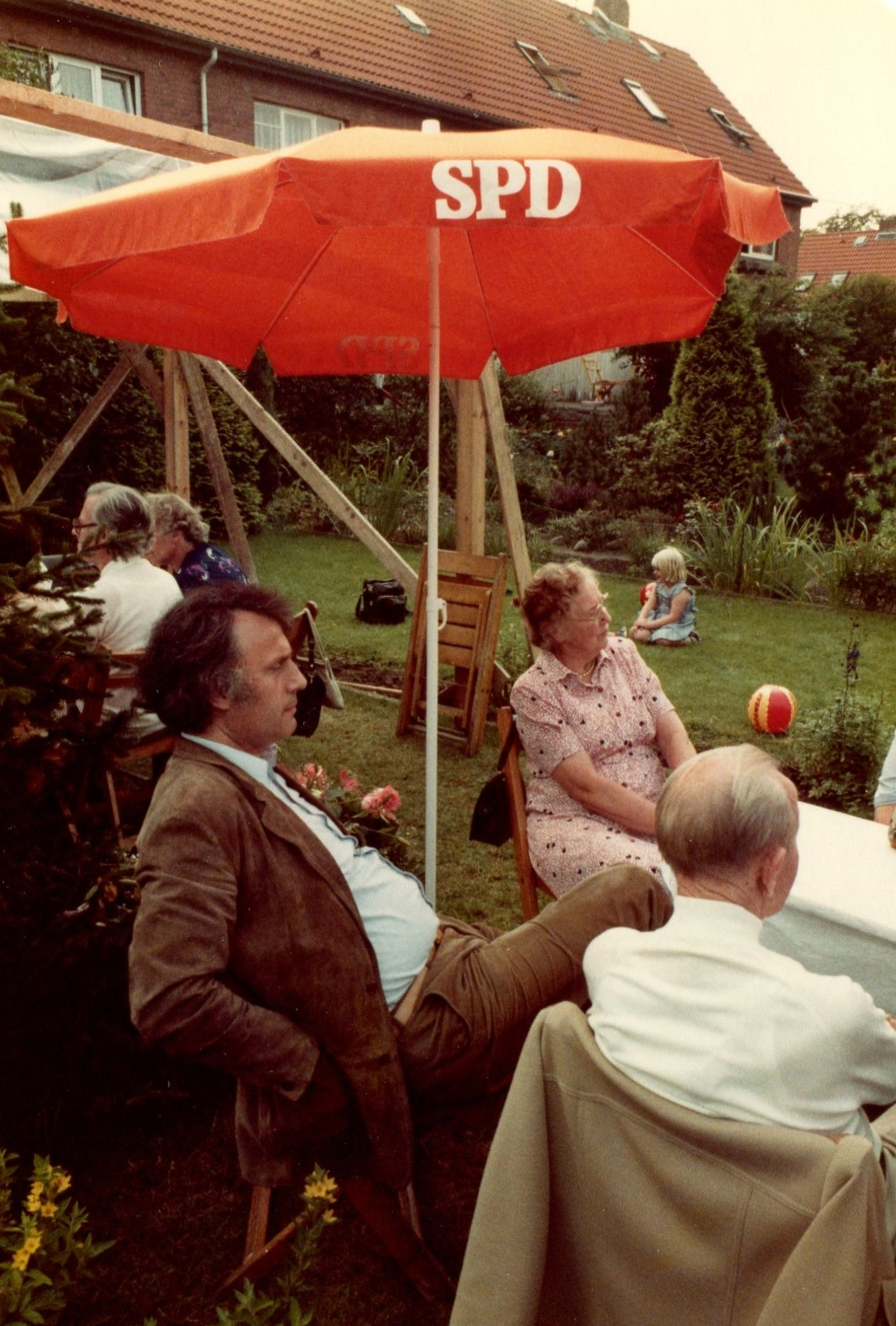
Avec Paula Karpinski-langue (de)

## Récompenses et distinctions
- 1997 : Prix Hannah-Arendt pour la pensée politique décerné conjointement à Joachim Gauck
- 2004 : Ordre du Mérite de la République fédérale d'Allemagne

## Œuvres (sélection)

### Auteur
- Der Rassenkrieg findet nicht statt. Entwicklungspolitik zwischen Angst und Armut. Econ, Düsseldorf 1971  (ISBN 978-3-430-12264-1).
- Vom Krieg in der Seele. Rücksichten eines Deutschen. Rowohlt, Reinbek 1998  (ISBN 3-499-60486-8).
- Kulturpolitik, auswärtig. In: Robert Picht u. a. (Hrsg.): Fremde Freunde. Deutsche und Franzosen vor dem 21. Jahrhundert. Piper, München 2002  (ISBN 3-492-03956-1), S. 377–383.

### Éditeur
- Kap ohne Hoffnung oder Die Politik der Apartheid. Rowohlt, Reinbek 1965.[10]
- Die Restauration entläßt ihre Kinder oder Der Erfolg der Rechten in der Bundesrepublik. Rowohlt, Reinbek 1968.
- Technologie und Politik. Das Magazin zur Wachstumskrise. Reinbek Nr. 1/1975 bis Nr. 16/1980.
- Aufbrüche. Die Chronik der Republik 1961 bis 1986. (Gemeinsam mit Friedrich Krotz.) Rowohlt, Reinbek 1988  (ISBN 978-3-499-15920-6).